# Ramiz Brahimaj
Ramiz Brahimaj (El Bronx, Nueva York, Estados Unidos, 17 de noviembre de 1992) es un artista marcial mixto estadounidense que compite en la división de peso wélter de Ultimate Fighting Championship.

## Primeros años
Empezó a entrenar seriamente para las MMA cuando tenía 17 años, mientras cursaba el primer año de instituto. Siempre le ha gustado la lucha y siempre le ha gustado la UFC.
Es hijo de padres albano-kosovares.

## Carrera de artes marciales mixtas

### Carrera temprana
En su debut en las MMA, se enfrentó a Richard Bailey y lo derrotó por sumisión en el primer asalto. También golpeó a sus tres siguientes oponentes que incluyó victorias sobre Josh Sturgill y David Lopez. Luego, en su debut en Legacy Fighting Alliance en LFA 28, derrotó a Sidney Ben Simmons por sumisión en el primer asalto. Derrotó a Bilal Williams por sumisión en el primer asalto en LFA 33. Perdió su primer combate contra Evan Cutts en la LFA 40 por decisión unánime.
Se enfrentó al veterano de la UFC William Macário en LFA 47 y ganó por sumisión en el segundo asalto. Tras perder contra Justin Patterson en LFA 55 por decisión unánime, derrotó a Carlos Martinez por sumisión en el primer asalto en LFA 62.
Tras ser contratado para enfrentarse a Miguel Baeza en el Dana White's Contender Series, se le encontró un tumor detrás del ojo izquierdo en las pruebas preliminares del combate y tuvo que ser operado para extirparlo.

### Ultimate Fighting Championship
Se esperaba que se enfrentara a Takashi Sato el 27 de junio de 2020 en UFC on ESPN: Poirier vs. Hooker, pero el combate fue cancelado debido a que uno de los esquineros de Brahimaj dio positivo por COVID-19.
Debutó en la UFC contra Max Griffin el 7 de noviembre de 2020 en UFC on ESPN: Santos vs. Teixeira. Perdió el combate por TKO en el tercer asalto.
Se enfrentó a Sasha Palatnikov el 21 de agosto de 2021 en UFC on ESPN: Cannonier vs. Gastelum. Ganó el combate por sumisión técnica en el primer asalto.
Se enfrentó a Court McGee el 15 de enero de 2022 en UFC on ESPN: Kattar vs. Chikadze. Perdió el combate por decisión unánime.
Se enfrentó a Michael Gillmore el 26 de febrero de 2022 en UFC Fight Night: Makhachev vs. Green. Ganó el combate por sumisión en el primer asalto.
Se esperaba que se enfrentara a Michael Morales el 30 de julio de 2022 en UFC 277. Sin embargo, se vio obligado a abandonar el evento a mediados de julio debido a una lesión no revelada.
Brahimaj estaba programado para enfrentarse a Carlston Harris el 18 de febrero de 2023 en UFC Fight Night 219. Sin embargo, Brahimaj fue retirado del evento citando una lesión en el cuello.
Brahimaj se enfrentó a Themba Gorimbo el 18 de mayo de 2024 en UFC Fight Night 241. Perdió la pelea por decisión unánime.

## Récord en artes marciales mixtas
| Récord profesional | Récord profesional | Récord profesional |
| 15 peleas          | 10 victorias       | 5 derrotas         |
| ------------------ | ------------------ | ------------------ |
| Nocaut             | 0                  | 1                  |
| Sumisión           | 10                 | 0                  |
| Decisión           | 0                  | 4                  |

| Resultado | Récord | Oponente         | Método                                             | Evento                               | Fecha                   | Ronda | Tiempo | Localización      | Notas                                  |
| --------- | ------ | ---------------- | -------------------------------------------------- | ------------------------------------ | ----------------------- | ----- | ------ | ----------------- | -------------------------------------- |
| Derrota   | 10–5   | Themba Gorimbo   | Decisión (unánime)                                 | UFC Fight Night: Barboza vs. Murphy  | 18 de mayo de 2024      | 3     | 5:00   | Las Vegas, Nevada |                                        |
| Victoria  | 10–4   | Micheal Gillmore | Sumisión (estrangulamiento por detrás)             | UFC Fight Night: Makhachev vs. Green | 26 de febrero de 2022   | 1     | 2:02   | Las Vegas, Nevada |                                        |
| Derrota   | 9–4    | Court McGee      | Decisión (unánime)                                 | UFC on ESPN: Kattar vs. Chikadze     | 15 de enero de 2022     | 3     | 5:00   | Las Vegas, Nevada |                                        |
| Victoria  | 9–3    | Sasha Palatnikov | Sumisión técnica (estrangulamiento por detrás)     | UFC on ESPN: Cannonier vs. Gastelum  | 21 de agosto de 2021    | 1     | 2:33   | Las Vegas, Nevada |                                        |
| Derrota   | 8–3    | Max Griffin      | TKO (parada médica)                                | UFC on ESPN: Santos vs. Teixeira     | 7 de noviembre de 2020  | 3     | 2:03   | Las Vegas, Nevada |                                        |
| Victoria  | 8–2    | Carlos Martinez  | Sumisión (estrangulamiento del brazo)              | [LFA 62                              | 22 de marzo de 2019     | 1     | 0:55   | Dallas, Texas     |                                        |
| Derrota   | 7–2    | Justin Patterson | Decisión (unánime)                                 | LFA 55                               | 30 de noviembre de 2018 | 3     | 5:00   | Dallas, Texas     |                                        |
| Victoria  | 7–1    | William Macário  | Sumisión técnica (estrangulamiento por guillotina) | LFA 47                               | 10 de agosto de 2018    | 2     | 2:34   | Dallas, Texas     |                                        |
| Derrota   | 6–1    | Evan Cutts       | Decisión (unánime)                                 | LFA 40                               | 25 de mayo de 2018      | 3     | 5:00   | Dallas, Texas     |                                        |
| Victoria  | 6–0    | Bilal Williams   | Sumisión (estrangulamiento por detrás)             | LFA 33                               | 16 de febrero de 2018   | 1     | 4:10   | Dallas, Texas     |                                        |
| Victoria  | 5–0    | Ben Simons       | Sumisión (estrangulamiento por guillotina)         | LFA 28                               | 8 de diciembre de 2017  | 1     | 0:46   | Dallas, Texas     | Combate de peso acordado (175 libras). |
| Victoria  | 4–0    | Josh Sturgill    | Sumisión (estrangulamiento por guillotina)         | XKO 37                               | 12 de agosto de 2017    | 1     | 0:24   | Dallas, Texas     |                                        |
| Victoria  | 3–0    | Andrew Sosa      | Sumisión (estrangulamiento por detrás)             | XKO 36                               | 10 de junio de 2017     | 1     | 0:55   | Dallas, Texas     |                                        |
| Victoria  | 2–0    | David Lopez      | Sumisión (Kimura)                                  | XKO 34                               | 28 de enero de 2017     | 1     | 0:20   | Dallas, Texas     |                                        |
| Victoria  | 1–0    | Richard Bailey   | Sumisión (estrangulamiento por detrás)             | GCS 1: The Commencement              | 25 de octubre de 2014   | 1     | 2:17   | Abilene, Texas    |                                        |